# Spirits of St. Louis
Pour l’article homonyme, voir Spirit of St. Louis.
Les Spirits of St. Louis sont un club franchisé américain de basket-ball de la ville de Saint-Louis (Missouri) faisant partie de l'American Basketball Association. La franchise a disparu en même temps que la ABA (la ligue fusionnant avec la NBA en 1976).

## Noms successifs
- 1967-1969 : Mavericks de Houston
- 1969-1974 : Cougars de la Caroline
- 1974-1976 : Spirits de Saint-Louis
- 1976-1977 : Rockies de l'Utah (une proposition de rachat avait été faite, si la ligue avait perduré)

## Entraîneurs successifs
- 1969-1971 :  Bones McKinney
- 1971 :  Jerry Steele (en)
- 1971-1972 :   Tom Meschery
- 1972-1974 :  Larry Brown
- 1974-1975 :  Bob MacKinnon
- 1975-1976 :  Rod Thorn puis  Joe Mullaney

## Joueurs célèbres ou marquants
- Billy Cunningham
- Moses Malone